# Argeia pugettensis
Argeia pugettensis är en kräftdjursart som beskrevs av James Dwight Dana 1853. Argeia pugettensis ingår i släktet Argeia och familjen Bopyridae. Inga underarter finns listade i Catalogue of Life.